# Карла Софія Гаскон
Карла Софія Гаскон (ісп. Karla Sofía Gascón; до транспереходу — Хуан Карлос Гаскон, нар. 1972, Мадрид) — іспанська трансгендерна акторка, сценаристка та продюсерка. Здобула популярність завдяки ролям у фільмах та серіалах різних жанрів, включаючи драму, комедію та трилери. Найбільш відома роллю у мюзиклі «Емілія Перес», за яку отримала численні нагороди і номінацію на Оскар.

## Біографія
Хуан Карлос Гаскон народився 31 березня 1972 року в Мадрид. З 16 років вирішив займатися акторством. Коли йому було 20 років, старший брат загинув катаючись на лижах. Деякий час Гаскон працював у Лондоні, де знімався в освітньому серіалі для англомовних людей, що вивчають іспанську. У 1990-х одружився зі своєю давньою подругою Гутьєррес і сім'я переїхала в Мілан, де Гаскон озвучував ляльок у дитячому шоу. Після цього його запросили працювати на відомому американському шоу Маппети, проте він вирішив, що йому не цікава така робота). Пізніше в подружжя народилася донька. У 2009 році вони переїхали в Мехіко, де Гаскон продовжив кінокар'єру.
У 2018 році здійснює трансперехід, змінивши ім'я на Карла Софія Гаскон. Дружина і донька підтримували Гаскон під час переходу. Того ж року вийшла частково автобіографічна книга Гаскон «Карсія: надзвичайна історія». У 2024 році Гаскон знімається в музичному фільмі Емілія Перес у ролі голови мексиканського наркокартелю, що починає нове життя, зробивши операцію зі зміни статі, ставши першою трансперсоною, номінованою на «Оскар».

## Кар'єра
Хоча Гаскон займався акторством ще з 1995 року, активно розвиватися кар'єра стала після переїзду в Мексику (тоді ще в чоловічих ролях), після зйомок у серіалах Hasta el fin del mundo і Llena de amor, а особливий успіх приніс фільм «Ми — дворяни» (Nosotros los Nobles) 2013 року. Після транспереходу продовжує акторську кар'єру, але у жіночих ролях. У 2022 році знімається в популярному мексиканському серіалі «Бунтарі». У 2022 році отримує одну з головних ролей у фільмі Емілія Перес, який вийшов на екрани 2024 року. За цю роль отримує отримала нагороду в Каннах і номінацію на Золотий глобус і Оскар за найкращу жіночу роль.